# BBS Syke
Die BBS Syke ist eine Berufsbildende Schule in der niedersächsischen Kleinstadt Syke und ist als Europaschule anerkannt. Die zweite Berufsschule im Landkreis Diepholz ist das Berufsbildungszentrum Dr. Jürgen Ulderup in Diepholz und Sulingen.

## Lage in Syke
Die Berufsbildende Schule befindet sich im Syker Schulzentrum. Die Gebäudekomplexe liegen nördlich der Landesstraße L 333 zu beiden Seiten der Straße "An der Weide".

## Schulträger
Schulträger der Berufsbildenden Schule ist der Landkreis Diepholz. Zuständig für die Belange der Schule ist dabei der „Fachdienst Schulen, Kultur und Sport“.

## Partnerschulen
- Deutsches Gymnasium Kadriorg in Estland

## Berufs-Informations-Börse
Auf der 19. Berufs-Informations-Börse (BIB) an der BBS Syke vom 15. bis 17. Februar 2024 präsentierten sich rund 120 Firmen und Institutionen aus der Region. Sie zeigten über 80 Ausbildungsberufe. Im Jahr 2025 findet die BIB vom 20. bis zum 22. Februar im gleichen Umfang wie 2024 statt.

## Besonderheiten
Unter der BBS befindet sich ein Hilfskrankenhaus, das in der Zeit des Kalten Krieges gebaut wurde. Behandelt wurde dort nie jemand.